# Дейвид Чокачи
Дейвид Чокачи (на английски: David Chokachi) е роден на 16 януари 1968 в Плимът, Масачузетс. Той е американски телевизионен актьор.
Участвал е във филми като „Спасители на плажа“, заедно с актьори като Памела Андерсън, Дейвид Хаселхоф и пр. Друг известен филм, който се върти по българските телевизии е „Отвъд вълната“ излъчван по „Фокс лайф“.
Той участва в българския психотрилър „Вила Роза“, който излиза в кината на 20 декември 2013 година. Във „Вила Роза“ Дейвид е в ролята на Стивън Корт – арогантен американец, който умело прикрива целите и намеренията си.